# トンパチ・プロ
トンパチ・プロは、かつて日本に存在したインディーズ系芸能事務所。多数のお笑いタレントが所属していた。ハチミツ二郎（東京ダイナマイト）が社長を務めていた。

## 経歴
- ハチミツ二郎が東京NSC卒業後の1997年に設立。
- ライブを主催したり、所属芸人が他のライブに出演するなどしていたが、2000年代に低迷期がおとずれる。その後2001年に事務所は解散。
- 事務所解散後、所属していた殆どの芸人は、他の事務所に移籍し活動を続行。

## 所属していた芸人
- 初代・東京ダイナマイト（曽根卍、ハチミツ二郎）
- 二代目・東京ダイナマイト（松田大輔、ハチミツ二郎）※現在はよしもとクリエイティブ・エージェンシー所属。
- 猫ひろし※現在WAHAHA本舗内の「ワハハ商店」所属。
- マキタスポーツ※現在ワタナベエンターテインメント所属。
- 米粒写経（居島一平、サンキュータツオ）※現在ワタナベエンターテインメント所属
- ヘブリスギョン岩月
- 殿方充

## 主催したライブ
- 「トンパチ・プロライブ」
- 「フレッシュ芸人ゴングショー」
- 「狂い咲きインディーロード」（2001年）
- 「度法度」（2002年） 他